# Nya konstnärsgillet
Nya konstnärsgillet var en förening i Stockholm bildad 1887, med det 1854 nedlagda Konstnärsgillet som förebild. Syftet var att bereda konstnärliga, konstälskande och i allmänhet bildade män och kvinnor tillfälle att träffas för att utbyta tankar i frågor av gemensamma intressen och tillsammans utöva musikaliska och andra konstnärliga samt litterära aktiviteter. Gillets mål var inte endast nöje, utan även att åstadkomma den andliga behållning som uppstår genom umgänget mellan på samma bildningsgrad stående personer.
Gillet stiftades av konstnären Julia Beck, författaren Mathilda Roos, skolföreståndaren
Ingeborg Tauström, professor Curt Wallis och musikkritikern Hilder Sandström. Det konstituerande sammanträdet ägde rum på Hôtel du Nord den 18 februari 1887, då styrelsen av fem damer och lika många herrar samt fyra suppleanter utsågs, representerande målning, skulptur, musik, skönlitteratur och vetenskap.